# Route nationale 550
Die N550 war von 1933 bis 1973 eine französische Nationalstraße, die in zwei Teilen zwischen der N7 südlich von Orange und Forcalquier verlief. Ihre Gesamtlänge betrug 75 Kilometer.